# Énlaka
Énlaka (románul Inlăceni) falu Romániában, Hargita megyében. Közigazgatásilag Etédhez tartozik.

## Fekvése
Székelykeresztúrtól 18 km-re északkeletre a Gagy-patak völgyfőjében a Firtos-tető nyugati lábánál, Székelyudvarhelytől északnyugatra 20 km-re, a Sóvidéktől délre 6–8 km-re fekszik.

## Nevének eredete
Nevének legkorábbi alakja Jandlaka volt, a Jenő törzsnévből ered. Ebből hasonult a nép ajkán a mai magyar alakra. A román név is a magyarból való.

## Története
Már a rómaiak korában fontos határerőd állt a mai Várkertnek nevezett helyen, ettől délnyugatra pedig római polgári település alakult ki, melyet Praetoria Augusta településsel azonosítanak.
A hagyomány szerint az itt letelepedett Jenő vezérről először Jenőlaka volt a neve. Egykori várát már a gótok, az avarok és a dákok is birtokolták, Jenő vezér ostrommal vette be.
1910-ben 643, túlnyomórészt magyar lakosa volt. A Trianonig Udvarhely vármegye Székelykeresztúri járásához tartozott. 1992-ben 226 magyar lakosa volt.

## Látnivalók
- Unitárius templomában egy Orbán Balázs által felfedezett ősi székely rovásírású felirat látható („Egy az Isten. Georgyius Musnai diakon.”[2]). A templom a 15. század második felében épülhetett a helyén állt római Jupiter-templom köveinek felhasználásával. 1661-ben a tatárok felégették, 1668-ban állították helyre, a felirat is ekkori. Kazettás mennyezete 1668-ban, kerítésfala 1745-ben készült. Tornya 1830 és 1833 között épült, 1927-ben restaurálták. Az 1976. évi javításkor a padlózat alól római sír, épületromok és két fogadalmi oltárkő került elő.

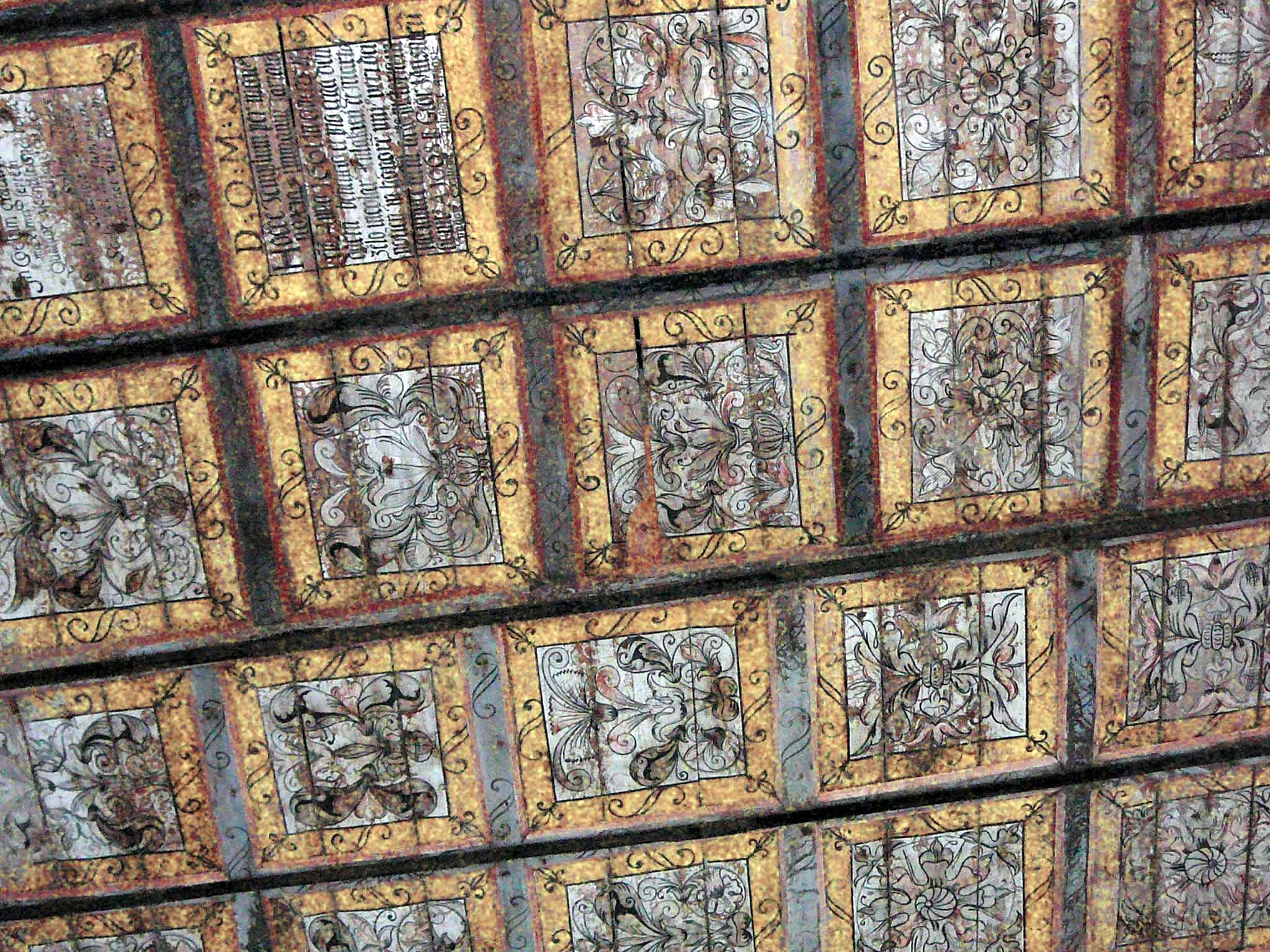
Az énlakai unitárius templom kazettás mennyezete

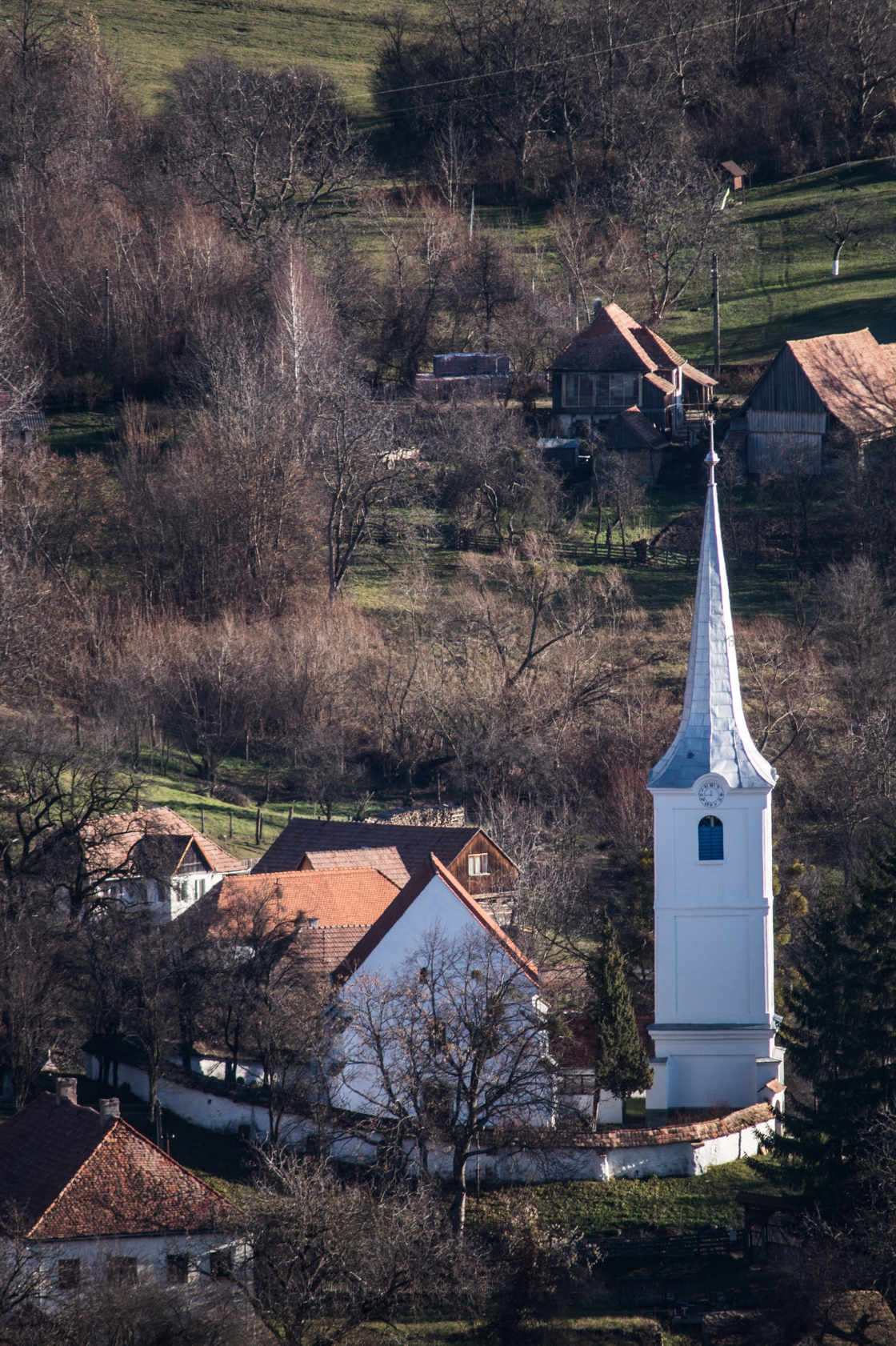
Az unitárius templom madártávlatból

## Képgaléria
- Képek Farkaslakáról és Énlakáról a www.erdely-szep.hu honlapon

## Híres emberek
- Itt született Toró Tibor (1931–2010) fizikus, az MTA tagja.
- Itt él id. Szávai Márton nyugalmazott tanító, aki őshonos magyar gyümölcsfák gyarapításával, szaporításával foglalkozik, közben pedig a hely történetét írja.